# Iperammoniemia
L'iperammoniemia è un disturbo metabolico caratterizzato da un eccesso di ammoniaca nel sangue. È una condizione pericolosa che può portare a lesioni cerebrali e alla morte. Può essere primario o secondario.
L'ammoniaca è una sostanza che contiene azoto. È un prodotto del catabolismo delle proteine. Viene convertito nella sostanza meno tossica, l'urea, prima dell'escrezione nelle urine da parte dei reni. Le vie metaboliche che sintetizzano l'urea coinvolgono reazioni che iniziano nei mitocondri e poi si spostano nel citosol. Il processo è noto come ciclo dell'urea, che coinvolge diversi enzimi che agiscono in sequenza. Tale condizione viene notevolmente aggravata dalla comune carenza di zinco, che aumenta ulteriormente i livelli di ammoniaca.